# Oscar Castberg
Oscar Ambrosius Castberg (* 30. September 1846 in Bygland im Setesdal; † 18. Juni 1917 in Kristiania (Oslo)) war ein norwegischer Bildhauer und Landschaftsmaler. Sein bedeutendstes Werk ist die Büste des Politikers Johan Sverdrup (1884–1889 Ministerpräsident) im norwegischen Parlament. Er ist ein Angehöriger des seit dem 17. Jahrhundert nachgewiesenen prominenten Geschlechts der Castberg, Enkel von Peter Hersleb Harboe Castberg und Neffe von Johan Christian Tandberg Castberg und Christopher Castberg.

## Leben

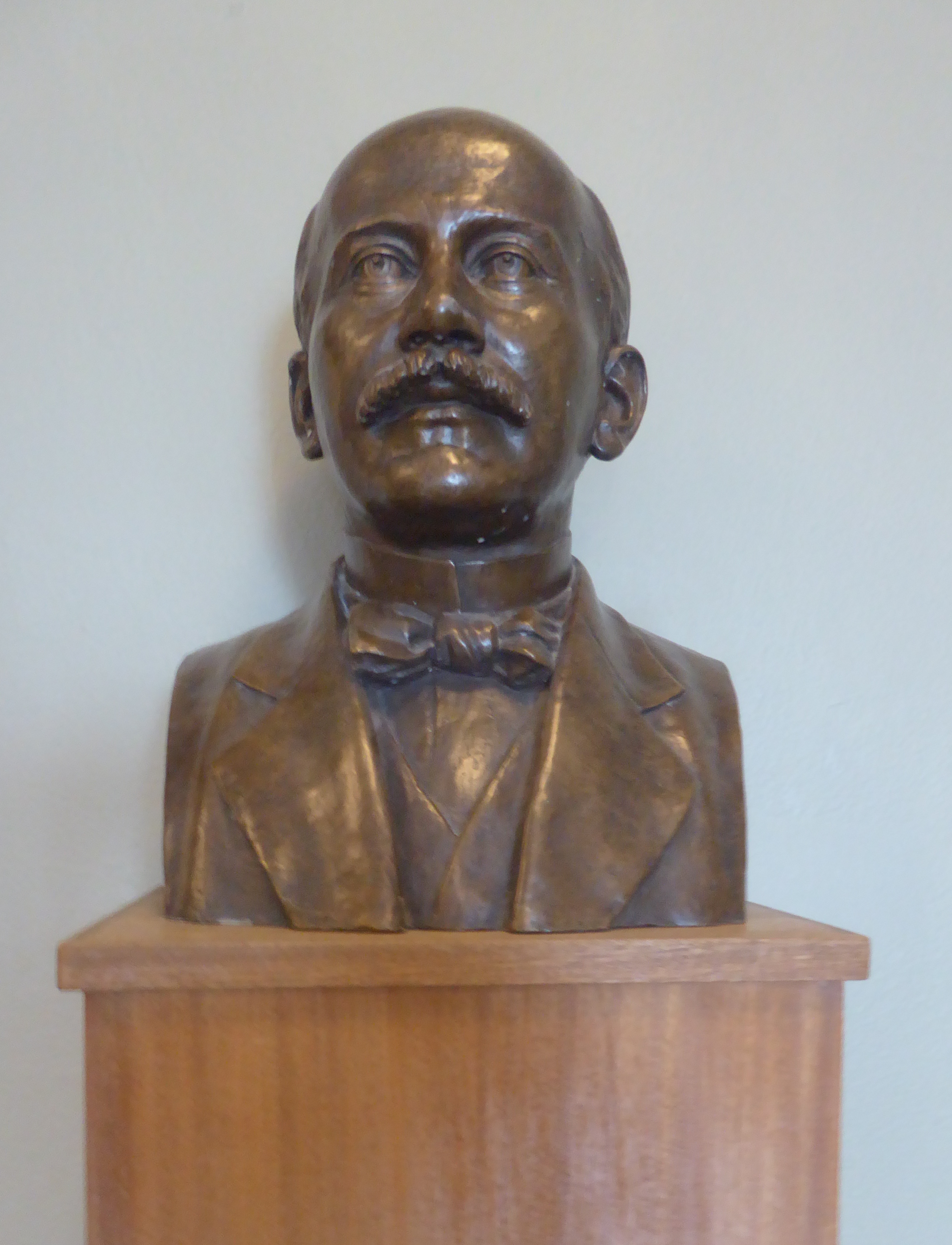
Kristian Birkeland, Herme von Oscar Castberg, 1908

Oscar Castberg war der Sohn des Distriktslege (Amtsarzt) im Vestre Robygdelag, Tycho Fredrik Edvard Castberg (1818–1847) und der Sophie Petronelle Hofgaard (1820–1900). Als der Vater, noch keine dreißig Jahre alt, an Typhus starb, zog die junge Witwe mit ihren beiden kleinen Söhnen nach Kristiania. Oscars älterer Bruder, der mit dem Großvater fast namensgleiche Peter Harboe Castberg (1844–1926) wurde später ein führender Bankdirektor. Die Familie wohnte im Stadtteil Vestre Aker (in Hægdehougen und später in Frøen).
Der junge Oscar verbrachte einige Zeit auf See (anlässlich der Volkszählung 1865 hatte er als Beruf „Seemann“ angegeben), „aber die Seekrankheit zwang ihn, die Seefahrt aufzugeben.“ Er ließ sich zum Bildhauer ausbilden, beim Galeonenschnitzer Ingebretsen in Bergen, in der Königlichen Zeichenschule bei Julius Middelthun und im Atelier von Jens Adolf Jerichau in Kopenhagen. Private und öffentliche Stipendien ermöglichten ihm Studienreisen nach Kopenhagen und Paris. Er lebte jedoch meist in Kristiania (1891 in Bogstadveien, zusammen mit Mutter Sophie).
Der wichtigste künstlerische Einfluss ging von Middelthun aus, der „ihm den Weg zur freien Bildhauerei öffnete, die sich auf die Formenwelt des Spätklassizismus stützt.“ Mit wenigen Ausnahmen widmete sich Oscar Castberg ganz dem Porträt. 1873 schuf er ein Porträtmedaillon von J. C. Dahl nach einer Büste von Bertel Thorvaldsen. Miniaturbüsten aus Biskuitporzellan trafen den Geschmack eines breiteren Publikums. Aus Kalipasta, einer Mischung aus gebranntem Alabaster und Stearin, fertigte er halbgroße Büsten von Henrik Ibsen und Björnstjerne Björnson. Büsten in Originalgröße sind jene des Bankdirektors F. H. Frølich (Bronze, 1873) und des Quästors J. Aars (1876). Ende der 1870er Jahre porträtierte er auch seinen Lehrer Middelthun.
„Zu seinen berühmtesten Werken gehören die Büsten von Laura Gundersen, des Schuldirektors Heltberg und des Ministerpräsidenten Johan Sverdrup.“ Die Heltberg-Bronze (1879) ist in strenger Hermesform aufgebaut, folgt jedoch der klassizistischen Formensprache nicht konsequent. Mit der Marmor-Büste von Johan Sverdrup (1883), an die er den Bohrer ansetzte, um den Kontrast zwischen Licht und Schatten zu schaffen, „machte Castberg einen Schritt in Richtung Naturalismus“. Die Büste wurde von „Mitgliedern des Parlaments und anderen Bürgern“ erworben, dem Storting geschenkt und „nach einigem Widerstand“ dessen Kunstsammlung einverleibt (Inventarnummer STO.K.02227).
Die beiden Statuetten der mittelalterlichen norwegischen Könige Harald Schönhaar und Olav Tryggvason, als Ganzkörperobjekte Ausnahmen in seinem Œuvre, stammen aus der Frühzeit. Die letztere wurde 1875 in der Christiania Kunstforening ausgestellt.
Das Jahr 1883, als Oscar Castberg am Pariser Salon teilnahm und dort die Büsten von Björnstjerne Björnson und Johan Sverdrup ausstellte, war wohl der Gipfelpunkt seines künstlerischen Ruhms. Seine Entscheidung, das Porträt und die Bildhauerei aufzugeben und sich der Landschaftsmalerei zuzuwenden, ist nicht nachvollziehbar: „Sein Interesse am Porträt und an der Bildhauerei erlahmt jedoch bald.“ „Von denjenigen, die in den turbulenten achtziger Jahren auftauchten, als der Naturalismus seinen Kampf mit den romantischen Epigonen und ihrem hartnäckigen Publikum ausfocht, stellte Oscar Castberg seine Produktion praktisch ein.“ „Allerdings war es für ihn zu dieser Zeit schwierig, von seiner Kunst zu leben, so dass er sich allmählich der Malerei zuwandte und weiterhin Bilder auf öffentlichen Auktionen verkaufte.“
Johan Sverdrup,
Büste von Oscar Castberg, 1883
Stortinget kunstsamlingen

Link zum Bild

Ab 1885 beschäftigte Castberg sich hauptsächlich mit dem Malen von Landschaften auf naturalistischer Grundlage, wobei seine Motive aus Kristiania, seiner Umgebung und Ostnorwegen stammten. Obwohl er noch mehrere Male auf der Høstutstillingen (Herbstausstellung) präsent war, wurde er allmählich von der Öffentlichkeit vergessen. In einem Nachruf im Dagbladet hieß es: „Er war einer derjenigen, die in der Zeit des Durchbruchs in den 80er Jahren große Versprechungen machten. Nach und nach verschwand Castberg aus unserem Bewusstsein als Künstler, sein Name wurde immer seltener erwähnt. Aber er verdient es, dass man sich an den Eindruck erinnert, den er hinterlassen hat, und an die Versprechen, die er in seiner Blütezeit gemacht hat.“
Oscar Castberg war nie verheiratet. Er lebte mit einer Haushälterin (Frau Olava Pedersen, * 1836 in Aremark) in der Sporveisgade 20b im Viertel Firkanten. „In seinen späteren Jahren lebte er ein ziemlich armseliges Leben, aber er war immer glücklich, seiner Kunst nachgehen zu können.“ Er starb am 18. Juni 1917 und wurde am 21. Juni in der Frogner Kirche begraben.

## Ausbildung
(Quelle: )
- Den kongelige norske Tegneskole (heute  Statens håndverks- og kunstindustriskole SHKS), 1869
- Lehre beim Galeonenschnitzer Ingebretsen in Bergen, 1870
- Den kongelige norske Tegneskole bei Julius Middelthun, 1871
- Atelier von Jens Adolf Jerichau, Kopenhagen, 1874

## Stipendien und Studienreisen
(Quelle: )
- Schäffers legat (Förderstiftung von Henrik Ernst Schäffer) 1871
- Staatliches Reisestipendium 1875
- Staatsstipendium 1883 und 1884
- Reise nach Kopenhagen 1874 und 1884
- Reise nach Paris 1883

## Werke in Öffentlichen Sammlungen
(Quelle: )
- Stortingsgebäude: Büste Johan Sverdrup, Marmor, 1883[1]
- Fyrstikkalleen Nr. 9, Oslo: Büste von F. H. Frølich, Bronze, 1873
- Nasjonalgalleriet: Büste von Henrik A. Heltberg, Bronze, 1879[13]
- Oslo Bymuseum
- Norsk Folkemuseum

## Gruppenausstellungen
(Quelle: )
- Christiania Kunstforening, 1875
- Høstutstillingen (Herbstausstellung), Oslo, 1885, 1886, 1902, 1904
- Universität Kristiania, 1879
- Salon de Paris, 1883
- Nordisk utstilling (Nordische Ausstellung), Kopenhagen, 1888